# ARA Estrecho de San Carlos (A-22)
El ARA Estrecho de San Carlos (A-22), ex Neftegaz 51, es un aviso de la Armada Argentina de la clase Project V92/I mod. Neftegaz, que originalmente se usó para exploración de gas y petróleo en Rusia. En la Argentina, cumple funciones de patrullaje y abastecimiento de las naves que se dirigen a las bases científicas de la Antártida. Fue entregado a la Armada en diciembre de 2015.

## Servicio operativo

### Argentina
Fueron adquiridos por el gobierno argentino en 2014 tras un acuerdo con el gobierno ruso y una empresa estatal rusa con el ministerio de Defensa argentino, que llevó a la adquisición del ARA Estrecho de San Carlos, junto con los actuales ARA Islas Malvinas, ARA Puerto Argentino y ARA Bahía Agradable.
Su principal función, junto con los otros buques de la clase, serán funciones de patrullaje, funciones SAR, remolque de buques hundidos y salvamento, científicas, entre otras. Los cuatro avisos, además, son buques polares preparados para desplazar hielo, lo que les permite navegar en la Antártida. Entre otras tareas, también pueden asistir a plataformas marítimas y abastecerlas con combustible y agua potable, pueden remolcar buques en alta mar y en la Antártida, y asistir en incendios.
La transacción se llevó a cabo por cerca de 10 millones de dólares. Los buques fueron trasladados durante 45 días desde los puertos rusos de Múrmansk y Arcángel hasta Buenos Aires, con marineros de ambos países, haciendo escala en San Salvador de Bahía. Se recorrieron alrededor de 16 000 kilómetros, participando 30 tripulantes en cada buque.
Los tripulantes argentinos permanecieron dos meses en Rusia alistando los buques y recibiendo entrenamiento de los operadores rusos, quienes viajaron a la Argentina para continuar con las tareas de adiestramiento. Uno de los cuatro buques fue asignado a la Base Naval Ushuaia en la provincia de Tierra del Fuego, Antártida e Islas del Atlántico Sur, dos a la Base Naval Puerto Belgrano y la cuarta a la Base Naval Mar del Plata, ambas en la provincia de Buenos Aires.

## Características
Tiene una capacidad de 2723 toneladas y una cubierta para transporte de material de 414 m² equipada con una grúa hidráulica. Su propulsión está compuesta por dos motores diésel. Maniobra a través de dos hélices de paso variable en popa y en proa. Tiene una autonomía de 40 días navegando a 12 nudos de velocidad. Será dotada de cañones Bofors como armamento.

## Nombre
Recibe su nombre del defecto geográfico estrecho de San Carlos, un brazo del océano Atlántico Sur que separa las dos islas principales del archipiélago de las Islas Malvinas, ocupadas por el Reino Unido, el cual la Argentina reclama soberanía. Allí ocurrió el desembarco británico en la Guerra de las Malvinas, como así también el combate de San Carlos, el 21 de mayo de 1982.